# Portraits of Past
Portraits of Past est un groupe de post-hardcore américain, originaire de la Baie de San Francisco. Il est actif entre 1994 et 1995.

## Biographie
À ses débuts, le groupe aide à la création du mouvement screamo, un terme qui n'est pas utilisé pendant sa période d'activité. Kent McClard explique que la popularité du groupe s'est accrue en seulement deux ans après sa séparation en 1995. Les anciens membres iront former d'autres projets tels que Nexus Six, Seventeen Queen, The Audience, Funeral Diner, Vue, Bellavista, et Who Calls So Loud.
Portraits of Past joue plusieurs concerts durant la fin de 2008. Un nouveau morceau est joué pendant deux concerts en Californie et deux autres à New York. De ce nouveau morceau, Rob Pettersen explique : « nous ne sommes pas sûr de savoir si d'autres morceaux seront écrits et si on le/les commercialisera. Pourtant, rien n'est joué d'avance. »
Le nouveau morceau fait finalement surface dans l'EP Cypress Dust Witch, sorti chez Excursions Into the Abyss le 20 octobre 2009.

## Discographie

### Album studio
- 1996 : 01010101 (Ebullition Records)

### EP
- 1993 : Demo Tape
- 1994 : Portraits of Past/Bleed (split 7", Ebullition)
- 2009 : Cypress Dust Witch (CD/12", Excursions Into the Abyss)

### Compilation
- 2008 : Portraits of Past (2008, Ebullition)